# (13185) Agasthenes
(13185) Agasthenes ist ein Asteroid aus der Gruppe der Jupiter-Trojaner. Damit werden Asteroiden bezeichnet, die auf den Lagrange-Punkten auf der Bahn des Jupiter um die Sonne laufen.
(13185) Agasthenes wurde am 5. Oktober 1996 vom belgischen Astronomen Eric Walter Elst am La-Silla-Observatorium der Europäischen Südsternwarte entdeckt. Er ist dem Lagrangepunkt L4 zugeordnet.
Der Asteroid ist nach dem mythologischen König Agasthenes von Elis auf der Peloponnes benannt, dem Sohn des Augias und Vater von Polyxenos.